# 根室分屯基地
座標: 北緯43度19分12秒 東経145度36分12秒 / 北緯43.32000度 東経145.60333度
根室分屯基地（ねむろぶんとんきち、JASDF Nemuro Sub base）とは、北海道根室市光洋町4-15に所在し、第26警戒隊等が配置されている航空自衛隊三沢基地の分屯基地である。

## 概要
J/FPS-2Aレーダー（地上電波測定装置併設）が運用されている。
分屯基地司令は、第26警戒隊長（基地業務担当部隊の長である。）が兼務。

## 配置部隊
北部航空方面隊隷下
- 北部航空警戒管制団
  - 第26警戒隊 - レーダーサイト（J/FPS-2A）を運用。

作戦情報隊隷下
- 電波情報収集群
  - 第2収集隊

情報本部隷下
- 東千歳通信所（東千歳駐屯地）
  - 根室係